# 藍章 (章魚科)
藍章（学名：Octopus cyanea），又名土婆，为章魚科章魚屬下的一个种。